# Europapokal (Badminton)
Der Europapokal im Badminton ist in dieser Sportart das Analogon zur Champions League im Fußball. In diesem Badmintonwettbewerb für Vereinsmannschaften wird seit 1978 unter den Landesmeistern der Mitgliedsverbände der Europäischen Badminton-Union (BE) die beste Vereinsmannschaft des Kontinents ermittelt. 1999 gewann der BC Eintracht Südring Berlin den Titel, 2010 folgte der 1. BC Bischmisheim. Der 1. BV Mülheim, der FC Langenfeld und der 1. BC Beuel scheiterten dagegen 1978, 2004 und 2005 im Finale. 2006 setzte der CB Rinconada einen nicht spielberechtigten Spieler im Finale ein, so dass der siegreichen Mannschaft im Nachhinein der Titel aberkannt wurde und dem Finalisten IBMC Issy-les-Moulineaux der Sieg zugesprochen wurde. Die beiden Verlierer der Semifinale rückten damit auf Platz zwei vor, so dass es erstmals in der Geschichte des Europapokals zwei Silbermedaillengewinner gab.

## Austragungsorte
| Jahr | Nr.  | Stadt               | Land           |
| ---- | ---- | ------------------- | -------------- |
| 1978 | I    | Göppingen           | BR Deutschland |
| 1979 | II   | Haarlem             | Niederlande    |
| 1980 | III  | Mülheim an der Ruhr | BR Deutschland |
| 1981 | IV   | Kopenhagen          | Dänemark       |
| 1982 | V    | Edegem              | Belgien        |
| 1983 | VI   | Paris               | Frankreich     |
| 1984 | VII  | Malmö               | Schweden       |
| 1985 | VIII | Mülheim an der Ruhr | BR Deutschland |
| 1986 | IX   | Haarlem             | Niederlande    |
| 1987 | X    | Villach             | Österreich     |
| 1988 | XI   | Moskau              | Sowjetunion    |
| 1989 | XII  | San Javier          | Spanien        |
| 1990 | XIII | Budapest            | Ungarn         |
| 1991 | XIV  | Edegem              | Belgien        |
| 1992 | XV   | Sofia               | Bulgarien      |
| 1993 | XVI  | Kristiansand        | Norwegen       |

| Jahr | Nr.    | Stadt               | Land        |
| ---- | ------ | ------------------- | ----------- |
| 1994 | XVII   | Most                | Tschechien  |
| 1995 | XVIII  | Kristiansand        | Norwegen    |
| 1996 | XIX    | Haarlem             | Niederlande |
| 1997 | XX     | Lisburn             | Irland      |
| 1998 | XXI    | Most                | Tschechien  |
| 1999 | XXII   | Dornbirn            | Österreich  |
| 2000 | XXIII  | Eindhoven           | Niederlande |
| 2001 | XXIV   | Uppsala             | Schweden    |
| 2002 | XXV    | Berlin              | Deutschland |
| 2003 | XXVI   | Uppsala             | Schweden    |
| 2004 | XXVII  | Haarlem             | Niederlande |
| 2005 | XXVIII | Issy-les-Moulineaux | Frankreich  |
| 2006 | XXIX   | La Rinconada        | Spanien     |
| 2007 | XXX    | Amersfoort          | Niederlande |
| 2008 | XXXI   | Ramenskoje          | Russland    |
| 2009 | XXXII  | Sofia               | Bulgarien   |

| Jahr      | Nr.     | Stadt            | Land              |
| --------- | ------- | ---------------- | ----------------- |
| 2010      | XXXIII  | Zwolle           | Niederlande       |
| 2011      | XXXIV   | Zwolle           | Niederlande       |
| 2012      | XXXV    | Pécs             | Ungarn            |
| 2013      | XXXVI   | Beauvais         | Frankreich        |
| 2014      | XXXVII  | Amiens           | Frankreich        |
| 2015      | XXXVIII | Tours            | Frankreich        |
| 2016      | XXXIX   | Tours            | Frankreich        |
| 2017      | XL      | Mailand          | Italien           |
| 2018      | XLI     | Białystok        | Polen             |
| 2019      | XLII    | Junglinster      | Luxemburg         |
| 2020 2021 | -       | keine Austragung | -                 |
| 2022      | XLIII   | Białystok        | Polen             |
| 2023      | XLIV    | Oviedo           | Spanien           |
| 2024      |         |                  | nicht ausgetragen |

## Die Sieger und Platzierten
| Jahr | Sieger                             | Finalist                                              | Ergebnis |
| ---- | ---------------------------------- | ----------------------------------------------------- | -------- |
| 1978 | Gentofte BK                        | 1. BV Mülheim                                         | 5–2      |
| 1979 | Gentofte BK                        | BC Duinwijck                                          | 6–1      |
| 1980 | Wimbledon SBC                      | Hvidovre BC                                           | 4–3      |
| 1981 | Gentofte BK                        | BMK Aura                                              | 7–0      |
| 1982 | Gentofte BK                        | BC Duinwijck                                          | 6–1      |
| 1983 | Gentofte BK                        | BMK Aura                                              | 7–0      |
| 1984 | BMK Aura                           | Gentofte BK                                           | 7–0      |
| 1985 | Gentofte BK                        | BMK Aura                                              | 7–0      |
| 1986 | Gentofte BK                        | BMK Aura                                              | 6–1      |
| 1987 | Triton Aalborg                     | BMK Aura                                              | 4–3      |
| 1988 | SAC Omsk                           | Triton Aalborg                                        | 4–3      |
| 1989 | Headingley BC                      | Göteborgs BK                                          | 4–3      |
| 1990 | Göteborgs BK                       | Velo BC van Zundert                                   | 5–2      |
| 1991 | Spårvägens GoIF                    | Headingley BC                                         | 5–2      |
| 1992 | BSC 70 Feibra Linz                 | TBC Reykjavík                                         | 6–1      |
| 1993 | Lillerød BK                        | Göteborgs BK                                          | 4–3      |
| 1994 | Lillerød BK                        | Göteborgs BK                                          | 5–2      |
| 1995 | Lillerød BK                        | Göteborgs BK                                          | 5–2      |
| 1996 | Kastrup-Magleby BK                 | Technokhim Moskau                                     | 4–1      |
| 1997 | Hvidovre BC                        | Technokhim Moskau                                     | 4–3      |
| 1998 | Kastrup-Magleby BK                 | Technokhim Moskau                                     | 4–1      |
| 1999 | BC Eintracht Südring               | Sportschool van Zijderveld                            | 5–1      |
| 2000 | Kastrup-Magleby BK                 | Fyrisfjädern Uppsala                                  | 5–2      |
| 2001 | Hvidovre BC                        | Fyrisfjädern Uppsala                                  | 4–3      |
| 2002 | Lokomotiv Rekord Moskau            | Fyrisfjädern Uppsala                                  | 4–3      |
| 2003 | Lokomotiv Rekord Moskau            | Fyrisfjädern Uppsala                                  | 4–1      |
| 2004 | Greve Strands BK                   | FC Langenfeld                                         | 4–1      |
| 2005 | Kastrup-Magleby BK                 | 1. BC Beuel                                           | 4–1      |
| 2006 | Issy-les-Moulineaux Badminton Club | SC Meteor Dnjepropetrowsk Uniao Desportiva de Santana |          |
| 2007 | NL Primorye Vladivostok            | BC Amersfoort                                         | 4–2      |
| 2008 | NL Primorye Vladivostok            | Favorit Ramenskoje                                    | 4–1      |
| 2009 | Favorit Ramenskoje                 | Issy-les-Moulineaux Badminton Club                    | 4–2      |
| 2010 | 1. BC Bischmisheim                 | Favorit Ramenskoje                                    | 4–2      |
| 2011 | BC Duinwijck                       | Velo BC van Zundert                                   | 4–2      |
| 2012 | NL Primorye Vladivostok            | Team Skælskør-Slagelse                                | 4–2      |
| 2013 | NL Primorye Vladivostok            | Team Skælskør-Slagelse                                | 4–1      |
| 2014 | NL Primorye Vladivostok            | BC Chambly Oise                                       | 4–1      |
| 2015 | NL Primorye Vladivostok            | Aix Université Club                                   | 3–1      |
| 2016 | Issy-les-Moulineaux Badminton Club | BC Chambly Oise                                       | 3–2      |
| 2017 | Issy-les-Moulineaux Badminton Club | BC Chambly Oise                                       | 3–1      |
| 2018 | NL Primorye Vladivostok            | BC Chambly Oise                                       | 3–1      |
| 2019 | NL Primorye Vladivostok            | BC Chambly Oise                                       | 3–0      |
| 2022 | UKS Hubal Białystok                | BC Chambly Oise                                       | 3–1      |
| 2023 | Matex Marabadminton                | Recreativo IES La Orden                               | 3–1      |